# IC 4497
IC 4497 је елиптична галаксија у сазвјежђу Волар која се налази на листи објеката дубоког неба у Индекс каталогу.
Деклинација објекта је + 28° 33' 4" а ректасцензија 14h 44m 20,7s. Привидна величина (магнитуда) објекта IC 4497 износи 14,1 а фотографска магнитуда 15,1. IC 4497 је још познат и под ознакама MCG 5-35-9, CGCG 164-15, NPM1G +28.0319, PGC 52636.